# Luna (okręg Kluż)
Luna – wieś w Rumunii, w okręgu Kluż, w gminie Luna. W 2011 roku liczyła 2392 mieszkańców.